# Katie Sowers
Katie Sowers (Hesston, 7 agosto 1986) è un'ex giocatrice di football americano e allenatrice di football americano statunitense che svolge il ruolo di allenatore dell'attacco dei Kansas City Chiefs della National Football League (NFL).
Katie Sowers iniziò la sua carriera come giocatrice nella squadra di Football americano femminile, per poi iniziare la carriera di allenatrice nella NFL nel 2016 per gli Atlanta Falcons e poi nei San Francisco 49ers, per arrivare nel 2021 ai Kansas City Chiefs. Attualmente lavora al dipartimento sportivo dell'università di Ottawa. La Sowers è la prima allenatrice donna ed omosessuale nella NFL.

## Carriera

### Giocatrice
Mentre era studente, iniziò a giocare nella lega femminile per le West Michigan Mayhem e le Kansas City Titans. Mentre giocava nelle Titans, fu selezionata per giocare nella Nazionale di football americano femminile degli Stati Uniti d'America che vinse il titolo del Campionato mondiale di football americano femminile 2013. Continuò a giocare nella WFA fino al 2016, quando si ritirò per un infortunio.

### Allenatrice
Nel 2016, la Sowers passò alla National Football League come assistente allenatrice dei ricevitori con gli Atlanta Falcons. Nel 2017, si trasferì ai San Francisco 49ers all'interno del programma della Bill Walsh Diversity Coaching Fellowship, da dove fu assunta come assistente allenatore all'attacco dei 49ers. Nella sua prima stagione, i 49ers vinsero la National Football Conference, raggiungendo il Super Bowl LIV rendendo la Sowers la prima donna e la prima persona apertamente omosessuale ad allenare una squadra del Super Bowl. Il contratto coi 49ers terminò alla fine della stagione del 2020. Entrò nel team di allenatori del Kansas City Chiefs prima della stagione National Football League 2021. Nell'ottobre 2021, fu assunta come dirigente del settore sportivo della Ottawa University, dove allena anche la squadra di football femminile universitaria.

## Palmarès
- 1 Mondiale (2013)